# Udhampur (Distrikt)
Der Distrikt Udhampur (Urdu ضلع ادھم پور) ist ein Distrikt im indischen Unionsterritorium Jammu und Kashmir.

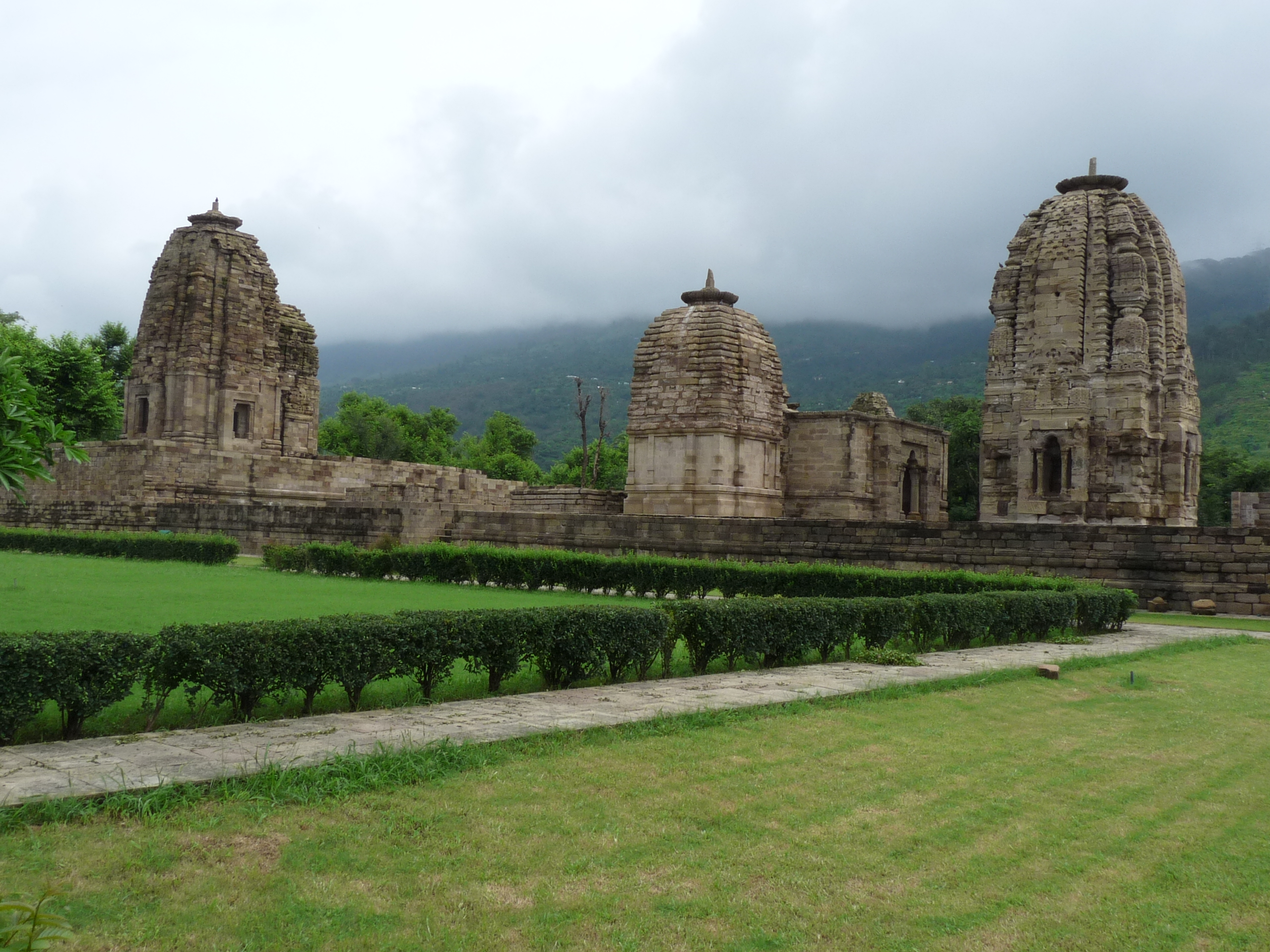
Kirimachi-Tempelkomplex

Sitz der Distriktverwaltung ist die gleichnamige Stadt Udhampur.
Der Distrikt Udhampur erstreckt sich über den südlichen Randbereich des Pir Panjal nördlich der Stadt Jammu und umfasst einen Teil der vorgelagerten Siwalikketten. Der Fluss Chanab durchschneidet das Gebirge im nordwestlichen Teil des Distrikts. Der südöstliche Teil des Distrikts wird vom Tawi durchflossen.
Der Distrikt hat eine Fläche von 2380 km² und 554.985 Einwohner (Zensus 2011). 2001 lag die Einwohnerzahl noch bei 459.486.
Die Bevölkerungsdichte liegt bei 233 Einwohnern pro Quadratkilometer.
Der Distrikt ist in 4 Tehsils gegliedert: Chenani, Majalta, Ramnagar und Udhampur.